# Ševica
Ševica (izvirno srbsko Шевица) je naselje v Srbiji, ki upravno spada pod Občino Kučevo; slednja pa je del Braničevskega upravnega okraja.

## Demografija
V naselju živi 653 polnoletnih prebivalcev, pri čemer je njihova povprečna starost 44,4 let (44,8 pri moških in 44,2 pri ženskah). Naselje ima 242 gospodinjstev, pri čemer je povprečno število članov na gospodinjstvo 3,31.
Prebivalstvo je večinoma nehomogeno.
|  |

| Demografija | Demografija     | Demografija     |
| Leto        | Št. prebivalcev | Št. prebivalcev |
| ----------- | --------------- | --------------- |
|             |                 |                 |
|             |                 |                 |
|             |                 |                 |
|             |                 |                 |
| 1948        | 1322            |                 |
| 1953        | 1393            |                 |
| 1961        | 1411            |                 |
| 1971        | 1325            |                 |
| 1981        | 1249            |                 |
| 1991        | 1157            | 981             |
| 2002        | 1071            | 809             |
|             |                 |                 |

| Etnična sestava po popisu iz leta 2002 | Etnična sestava po popisu iz leta 2002 | Etnična sestava po popisu iz leta 2002 | Etnična sestava po popisu iz leta 2002 | Etnična sestava po popisu iz leta 2002 |
| -------------------------------------- | -------------------------------------- | -------------------------------------- | -------------------------------------- | -------------------------------------- |
| Srbi                                   | Srbi                                   |                                        | 416                                    | 51,42%                                 |
| Vlahi                                  | Vlahi                                  |                                        | 349                                    | 43,13%                                 |
| Romuni                                 | Romuni                                 |                                        | 9                                      | 1,11%                                  |
| Rusi                                   | Rusi                                   |                                        | 1                                      | 0,12%                                  |
| Neznano                                | Neznano                                |                                        | 1                                      | 0,12%                                  |